# Wola Zagrodnia
Wola Zagrodnia [ˈvɔla zaˈɡrɔdɲa] est un village polonais de la gmina de Chlewiska, du powiat de Szydłowiec et dans la voïvodie de Mazovie dans le centre-est de la Pologne.
Il est situé à environ 2 kilomètres au nord-ouest de Chlewiska, 8 kilomètres à l'ouest de Szydłowiec et à 109 kilomètres au sud de Varsovie.
Le village a une population de 351 habitants en 2008.